# Agaton Sax klipper till
Agaton Sax klipper till (1955) är Nils-Olof Franzéns första roman av elva om detektiven Agaton Sax.

## Handling
Agaton Sax är på hemresa från en semester i det fiktiva landet Brosnien. På tåget blir han angripen av bovar, en tjock och en mager, men klarar dem.  Väl hemma får han veta att han är efterlyst i hela Europa för falskmynteri i Brosnien. Då blir han detektiv för första gången, när han bestämmer sig för att själv fånga de riktiga bovarna. Han reser till bovarnas hemliga mötesplats i en park i Edinburgh, Skottland, som han fått reda på genom ett spelkort med anteckningar som bovarna lämnat. I parken blir han upptäckt och jagad, men kommer undan. Senare möter han bovarna igen på ett tåg. Efter en hård kamp hoppar han av tåget och går och hälsar på språkprofessor Julius Mosca för att prata graeliska.
Han går och letar efter ett antikvariat som Mosca pratat om, men där stöter han på en konkurrerande liga till den tjocke och den magres liga. När han går ut från antikvariatet byter någon ut hans piller mot ett sömnpiller och han blir kidnappad. När han vaknar igen ser han att den tjocke och Julius Mosca är samma person. Till slut lyckas han befria sig och ordnar en fälla till båda ligorna. Där tar polisen hand om bovarna och han blir hedersgäst på en middag med överdetektivinspektör Jonathan Brown vid Scotland Yard.